# Guittone d'Arezzo
Guittone d'Arezzo (Arezzo, c. 1235 — Bolonha, 1294) foi um poeta e religioso italiano da Ordem dos Frades da Beata Gloriosa Virgem Maria (Gaudenti). Foi um dos nomes mais importantes da Escola Toscana, corrente literária do fim da Idade Média, poeta que teria fixado a forma do soneto primeiramente.